# Mengistu Worku
Mengistu Worku (ur. 1940, zm. 16 grudnia 2010 w Addis Abebie) – etiopski piłkarz, grający na pozycji napastnika, trener piłkarski.

## Kariera piłkarska

### Kariera klubowa
W latach 1953–1970 występował w Saint-George SA.

### Kariera reprezentacyjna
W 1958 debiutował w narodowej reprezentacji Etiopii. Grał w niej w Pucharze Narodów Afryki 1968 i Pucharze Narodów Afryki 1970.

## Kariera trenerska
Po zakończeniu kariery piłkarskiej rozpoczął pracę szkoleniową. Najpierw trenował Saint-George SA. W 1982 stał na czele narodowej reprezentacji Etiopii, z którą pracował do 1987 roku.
Zmarł 16 grudnia 2010 w swoim domu w Addis Abebie.

## Nagrody i odznaczenia

### Sukcesy klubowe
- mistrz Etiopii: 1966, 1967, 1968
- zdobywca Puchar Etiopii: 1967, 1969, 1970
- zdobywca Pucharu CECAFA: 1967

### Sukcesy reprezentacyjne
- zdobywca Pucharu Narodów Afryki: 1962